# North Wildwood
North Wildwood és una població dels Estats Units a l'estat de Nova Jersey. Segons el cens del 2006 tenia 4.803 habitants.

## Demografia
Segons el cens del 2000, North Wildwood tenia 4.935 habitants, 2.309 habitatges, i 1.394 famílies. La densitat de població era de 1.076,5 habitants/km².
Dels 2.309 habitatges en un 18% hi vivien nens de menys de 18 anys, en un 44,3% hi vivien parelles casades, en un 11,9% dones solteres, i en un 39,6% no eren unitats familiars. En el 34,8% dels habitatges hi vivien persones soles el 15,6% de les quals corresponia a persones de 65 anys o més que vivien soles. El nombre mitjà de persones vivint en cada habitatge era de 2,14 i el nombre mitjà de persones que vivien en cada família era de 2,73.
Per edats la població es repartia de la següent manera: un 17,2% tenia menys de 18 anys, un 6% entre 18 i 24, un 23,6% entre 25 i 44, un 29,5% de 45 a 60 i un 23,7% 65 anys o més.
L'edat mediana era de 47 anys. Per cada 100 dones de 18 o més anys hi havia 89,9 homes.
La renda mediana per habitatge era de 32.582 $ i la renda mediana per família de 46.250 $. Els homes tenien una renda mediana de 32.986 $ mentre que les dones 22.064 $. La renda per capita de la població era de 19.656 $. Aproximadament el 9,9% de les famílies i l'11,7% de la població estaven per davall del llindar de pobresa.

## Poblacions més properes
El següent diagrama mostra les poblacions més properes.